# Bruce Ford
Bruce Ford (Lubbock, 15 agosto 1956) è un tenore statunitense, specializzato soprattutto nel repertorio mozartiano e belcantistico.

## Biografia
Ford studiò all'Università del Texas, poi alla Houston Grand Opera, dove interpretò A Madrigal Opera di Philip Glass e Jeff nella prima assoluta di Willie Stark di Carlisle Floyd diretto da John DeMain con Timothy Nolen e Lowell Thomas nel 1981.
Giunto in Europa, fece il suo debutto operistico a Wuppertal nel 1983, nei ruoli di Belmonte (Il ratto dal serraglio) e Tamino (Il flauto magico), quindi si esibì a Mannheim nel 1985, nei ruoli di Ferrando (Così fan tutte) e Don Ramiro (La Cenerentola). Nello stesso anno fu anche al Grand Théâtre de Bordeaux ne Il barbiere di Siviglia nel ruolo del Conte d'Almaviva, e al Festival di Aix-en-Provence, nei panni di Lindoro ne L'italiana in Algeri.
Iniziò quindi a specializzarsi nel repertorio belcantistico, in particolare quello rossiniano: cantò al Rossini Opera Festival a Pesaro e al Festival di Wexford in ruoli come quello di Argirio in Tancredi, Uberto in La donna del lago, Rinaldo in Armida, Agorante in Ricciardo e Zoraide, Ilo in Zelmira, Erisso in Maometto secondo, Oreste in Ermione.
Nel 1990 è il conte Almaviva ne Il barbiere di Siviglia al Wiener Staatsoper.
Nel 1991 cantò alla Royal Opera House di Londra debuttando come Almaviva ne Il barbiere di Siviglia con Carlo Rizzi (direttore d'orchestra) e Jennifer Larmore seguito da Mitridate, re di Ponto di Mozart, al Teatro Comunale di Bologna come Flamand in Capriccio (Strauss) diretto da Christian Thielemann con Raina Kabaivanska, Roberto Frontali, Pietro Spagnoli e Florindo Andreolli ed al La Monnaie/De Munt a Bruxelles e nel 1992 alla Scala di Milano come Giacomo V nella prima di La donna del lago diretto da Riccardo Muti con Giorgio Surian, Chris Merritt e June Anderson, al Metropolitan Opera di New York.
Nel 1993 al Teatro Massimo Vincenzo Bellini di Catania è Ernesto in Don Pasquale con Armando Ariostini e Simone Alaimo e a Londra Lindoro ne L'Italiana in Algeri diretto da Rizzi con Ruggero Raimondi, Marilyn Horne ed Alessandro Corbelli. 
Nel 1994 alla Scala è Paolo Erisso nella prima di Maometto secondo con Cecilia Gasdia e Samuel Ramey, Uriele ne La Creazione diretto da Muti con Ramey e Belmonte in Die Entführung aus dem Serail diretto da Wolfgang Sawallisch con Mariella Devia e Kurt Moll, a Londra Osiride in Mosè in Egitto diretto da Paolo Olmi con Raimondi, Anna Caterina Antonacci ed Alaimo e a Catania è Lindoro ne L'Italiana in Algeri diretto da Donato Renzetti con Valentina Valente, Sonia Ganassi, Alaimo e Corbelli.
Nel 1995 al Teatro Comunale di Firenze è Lindoro ne L'Italiana in Algeri con Lorenzo Regazzo, Claudio Desderi e Corbelli e a Londra Ferrando in Così fan tutte con Simon Keenlyside, Thomas Allen e Susan Graham.
Nel 1997 a Catania è Orombello in Beatrice di Tenda (dramma) diretto da Marcello Viotti con Lucia Aliberti e Frontali.
Negli anni novanta iniziò una lunga collaborazione con l'etichetta discografica britannica Opera Rara, in numerose esibizioni in forma di concerto e registrazioni di opere meno note di Gaetano Donizetti, Saverio Mercadante, Johann Simon Mayr, Giacomo Meyerbeer, Giovanni Pacini.
Fra le sue incisioni anche quelle di Rosmonda d'Inghilterra, Maria de Rudenz, Margherita d'Anjou, Carlo di Borgogna, Maria regina d'Inghilterra, Zoraida di Granata, Il crociato in Egitto, Pia de' Tolomei, Elisabetta, regina d'Inghilterra, Otello.

## Repertorio
| Ruolo                   | Titolo                           | Autore     |
| ----------------------- | -------------------------------- | ---------- |
| Horace                  | Le domino noir                   | Auber      |
| Elvino                  | La sonnambula                    | Bellini    |
| Orombello               | Beatrice di Tenda                | Bellini    |
| Benvenuto Cellini       | Benvenuto Cellini                | Berlioz    |
| Imene                   | Orfeo ed Euridice                | Bertoni    |
| Abate di Chazeuil       | Adriana Lecouvreur               | Cilea      |
| Almuzir                 | Zoraida di Granata               | Donizetti  |
| Alfonso                 | Elvida                           | Donizetti  |
| Il Duca                 | Francesca di Foix                | Donizetti  |
| Fedele                  | La romanziera e l'uomo nero      | Donizetti  |
| Nemorino                | L'elisir d'amore                 | Donizetti  |
| Gennaro                 | Lucrezia Borgia                  | Donizetti  |
| Enrico II               | Rosmonda d'Inghilterra           | Donizetti  |
| Edgardo Ravenswood      | Lucia di Lammermoor              | Donizetti  |
| Ghino                   | Pia de' Tolomei                  | Donizetti  |
| Enrico                  | Maria de Rudenz                  | Donizetti  |
| Don Ruiz di Padilla     | Maria Padilla                    | Donizetti  |
| Ernesto                 | Don Pasquale                     | Donizetti  |
| Bajazet                 | Tamerlano                        | Händel     |
| Giasone                 | Medea in Corinto                 | Mayr       |
| Ruggiero                | Emma d'Antiochia                 | Mercadante |
| Duca di Lavarenne       | Margherita d'Anjou               | Meyerbeer  |
| Adriano di Monfort      | Il crociato in Egitto            | Meyerbeer  |
| Mitridate               | Mitridate, re di Ponto           | Mozart     |
| Scipione                | Il sogno di Scipione             | Mozart     |
| Lucio Silla             | Lucio Silla                      | Mozart     |
| Alessandro              | Il re pastore                    | Mozart     |
| Idomeneo                | Idomeneo, re di Creta            | Mozart     |
| Belmonte                | Die Entführung aus dem Serail    | Mozart     |
| Don Ottavio             | Don Giovanni                     | Mozart     |
| Ferrando                | Così fan tutte                   | Mozart     |
| Tamino                  | Die Zauberflöte                  | Mozart     |
| Tito                    | La clemenza di Tito              | Mozart     |
| Carlo di Borgogna       | Carlo di Borgogna                | Pacini     |
| Riccardo Fenimoore      | Maria regina d'Inghilterra       | Pacini     |
| Gonzalve                | L'Heure espagnole                | Ravel      |
| Argirio                 | Tancredi                         | Rossini    |
| Lindoro                 | L'italiana in Algeri             | Rossini    |
| Leicester               | Elisabetta, Regina d'Inghilterra | Rossini    |
| Conte d'Almaviva        | Il barbiere di Siviglia          | Rossini    |
| Otello Roderigo         | Otello                           | Rossini    |
| Don Ramiro              | La Cenerentola                   | Rossini    |
| Gernando Rinaldo Ubaldo | Armida                           | Rossini    |
| Adelberto               | Adelaide di Borgogna             | Rossini    |
| Osiride                 | Mosè in Egitto                   | Rossini    |
| Agorante                | Ricciardo e Zoraide              | Rossini    |
| Oreste Pirro            | Ermione                          | Rossini    |
| Rodrigo Serano Uberto   | La donna del lago                | Rossini    |
| Paolo Erisso            | Maometto secondo                 | Rossini    |
| Antenore                | Zelmira                          | Rossini    |
| Fenton                  | Falstaff                         | Verdi      |

## Incisioni discografiche
| Anno | Titolo Ruolo                                  | Cast                                                        | Direttore           | Etichetta  |
| ---- | --------------------------------------------- | ----------------------------------------------------------- | ------------------- | ---------- |
| 1991 | Armida Gernando, Ubaldo                       | Cecilia Gasdia, Chris Merritt, William Matteuzzi            | Claudio Scimone     | Erato      |
|      | Il crociato in Egitto Adriano di Monfort      | Diana Montague, Yvonne Kenny, Della Jones                   | David Parry         | Opera Rara |
| 1994 | The barber of Seville Conte d'Almaviva        | Della Jones, Alan Opie, Andrew Shore                        | Gabriele Bellini    | Chandos    |
|      | Orfeo ed Euridice Imene                       | Delores Ziegler, Cecilia Gasdia                             | Claudio Scimone     | Erato      |
|      | Rosmonda d'Inghilterra Enrico II              | Renée Fleming, Nelly Miricioiu, Diana Montague              | David Parry         | Opera Rara |
| 1995 | Le domino noir Horace                         | Sumi Jo, Isabelle Vernet, Jules Bastin                      | Richard Bonynge     | Decca      |
|      | Ricciardo e Zoraide Agorante                  | William Matteuzzi, Nelly Miricioiu, Della Jones             | David Parry         | Opera Rara |
| 1996 | Maria regina d'Inghilterra Riccardo Fenimoore | Nelly Miricioiu, José Fardilha, Mary Plazas                 | David Parry         | Opera Rara |
| 1997 | Lucia di Lammermoor Edgardo Ravenswood        | Andrea Rost, Anthony Michaels-Moore, Alastair Miles         | Charles Mackerras   | Sony       |
|      | Maria de Rudenz Enrico                        | Nelly Miricioiu, Robert McFaraland, Regina Nathan           | David Parry         | Opera Rara |
|      | Medea in Corinto Giasone                      | Jane Eaglen, Yvonne Kenny, Raúl Giménez                     | David Parry         | Opera Rara |
| 1999 | Otello                                        | Elizabeth Futral, William Matteuzzi, Ildebrando D'Arcangelo | David Parry         | Opera Rara |
|      | La romanziera e l'uomo nero Fedele            | Alfonso Antoniozzi, Elisabetta Scano, Bruno Praticò         | David Parry         | Opera Rara |
|      | Zoraida di Granata Almuzir                    | Majella Cullagh, Paul Austin Kelly, Diana Montague          | David Parry         | Opera Rara |
| 2001 | Carlo di Borgogna Carlo                       | Jennifer Larmore, Elizabeth Futral, Roberto Frontali        | David Parry         | Opera Rara |
| 2002 | Elisabetta, regina d'Inghilterra Leicester    | Jennifer Larmore, Majella Cullagh, Antonino Siragusa        | Giuliano Carella    | Opera Rara |
|      | Margherita d'Anjou Duca di Lavarenne          | Annick Massis, Daniela Barcellona, Fabio Previati           | David Parry         | Opera Rara |
| 2003 | Emma d'Antiochia Ruggiero                     | Nelly Miricioiu, Roberto Servile, Maria Costanza Nocentini  | David Parry         | Opera Rara |
| 2004 | Elvida Alfonso                                | Pietro Spagnoli, Jennifer Larmore, Annick Massis            | Antonello Allemandi | Opera Rara |
|      | Francesca di Foix Il Duca                     | Annick Massis, Pietro Spagnoli, Jennifer Larmore            | Antonello Allemandi | Opera Rara |
| 2007 | Alessandro nell'Indie Alessandro              | Jennifer Larmore, Laura Claycomb, Dean Robinson, Mark Wilde | David Parry         | Opera Rara |

## Fonti
- Roland Mancini & Jean-Jacques Rouveroux, Le guide de l'opéra, Fayard, 1995 ISBN 2-213-59567-4

| Controllo di autorità | VIAF (EN) 100319657 · ISNI (EN) 0000 0001 1453 3711 · Europeana agent/base/20638 · LCCN (EN) n85160945 · GND (DE) 134689259 · BNF (FR) cb14027286x (data) · J9U (EN, HE) 987007452594805171 |